# 6. Gebirgs-Division (Wehrmacht)
Die 6. Gebirgs-Division war ein Großverband der Gebirgstruppe der Wehrmacht im Zweiten Weltkrieg.

## Geschichte

### Aufstellung
Die nur zweigliedrige Division wurde erst am 1. Juni 1940 auf dem Truppenübungsplatz Heuberg aufgestellt. Im Westfeldzug ging sie vom Rhein bis in den Raum Saint-Dié vor, anschließend war sie Besatzungstruppe im Raum Pontarlier.

### Verlegung nach Rumänien
Anfang 1941 wurde der Verband in den Süden Rumäniens verlegt.

### Balkanfeldzug
Beim Griechenlandfeldzug marschierte die Division bis Athen. Ihre Einheiten waren auch beim Durchbruch der Metaxas-Linie beteiligt. Bei der anschließenden Luftlandeschlacht um Kreta wurde sie im Raum Athen in Reserve gehalten.

### Auffrischung 1941
Im Sommer 1941 wurde sie im Raum Semmering aufgefrischt.

### Finnland 1941
Nach der Auffrischung erfolgte die Verlegung nach Finnland zum Angriff auf die Sowjetunion. Dort löste die Division im Oktober 1941 die 3. Gebirgs-Division im Liza-Brückenkopf und an der Murmansk-Front ab (siehe auch Petsamo-Kirkenes-Operation).
Während der Zugehörigkeit der Division zur 20. Gebirgs-Armee kam es wieder kam es zu schweren Abwehr- und Stellungskämpfen und der Bekämpfung feindlicher Kommandoeinheiten hinter der Front bis zum Oktober 1944. Dann folgten Rückzugskämpfe im Rahmen der Räumung Finnlands während des Lapplandkrieges in den Raum Kilpisjärvi. Anfang 1945 wurde Finnland endgültig geräumt, die 6. Gebirgsdivision zog sich bis zum Lyngenfjord zurück.

### Kapitulation
Nach der deutschen Kapitulation ging der Verband in britische Gefangenschaft.

## Kommandeure
- Generalmajor Ferdinand Schörner – 31. Mai 1940 bis 15. Januar 1942
- Generalleutnant Christian Philipp – 17. Januar 1942 bis 20. August 1944
- Generalmajor Max-Josef Pemsel – 20. August 1944 bis 5. April 1945
- Oberst Wilhelm Rademacher – 5. April 1945 bis 26. April 1945
- Oberst Josef Remold – 26. April 1945 bis zur Kapitulation

## Gliederung

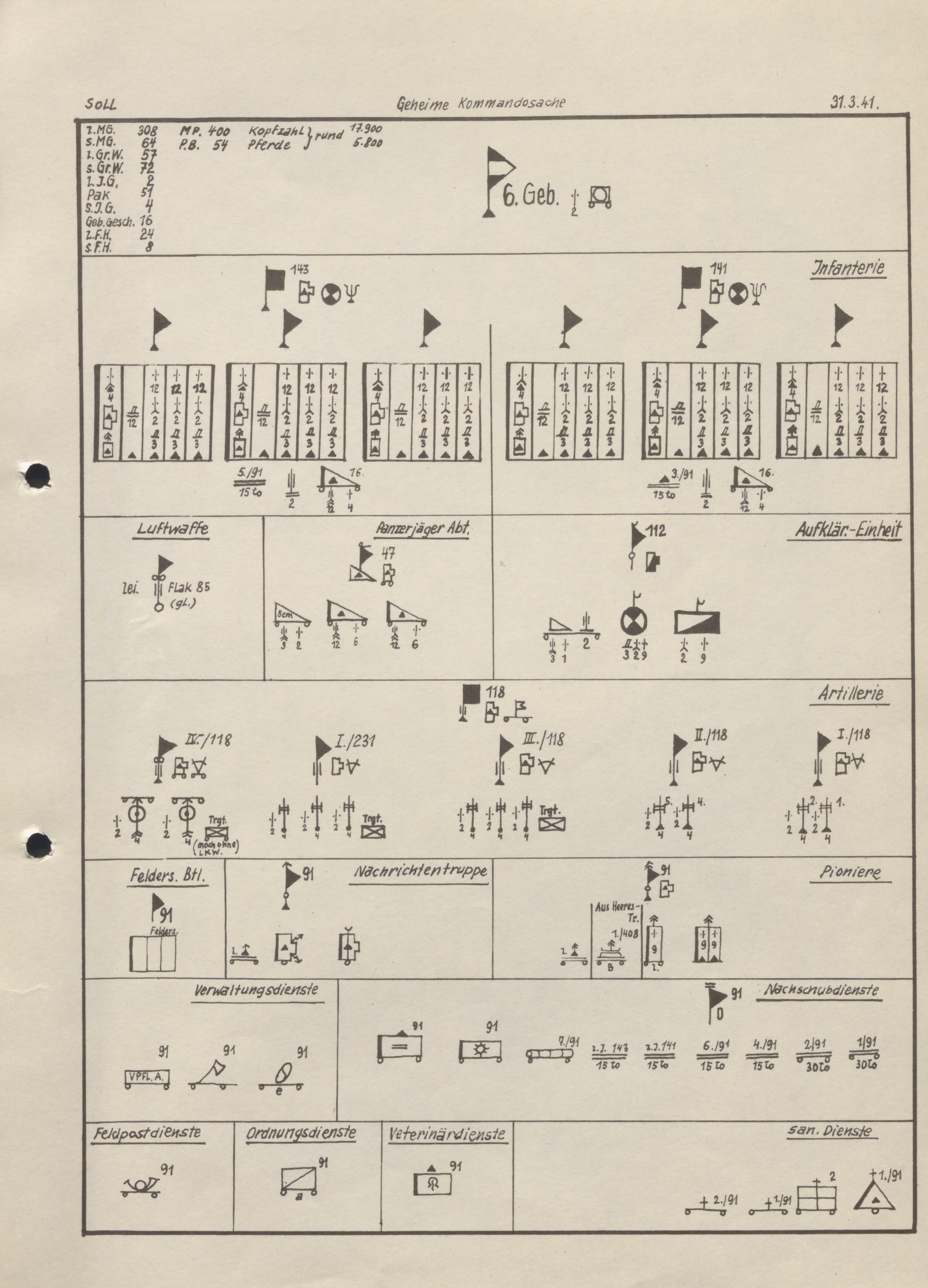
Gliederung der 6. Geb. Div. am 31. März 1941, taktische Zeichen

### Regimenteinheiten

#### Gebirgsjäger-Regiment 141
- unterstellt seit Aufstellung Mai 1940
- Verband: I.–III. Bataillon
- Einheiten: 16 Kompanien
- Ersatzgestellung: Gebirgsjäger-Ersatz-Bataillon I./139

#### Gebirgsjäger-Regiment 143
- seit Aufstellung im Juni 1940 unterstellt
- Verband: I. (bis Januar 1941), II. (bis September 1941), III. Bataillon
- Einheiten: 16 Kompanien
- Ersatzgestellung:
  - Gebirgsjäger-Ersatz-Bataillon II./136 (von Juni 1940 bis Ende 1940; 1943 bis Juni 1944)
  - Gebirgsjäger-Ersatz-Bataillon I./136 (1941 bis 1942; ab Juni 1944)[2]

#### Gebirgs-Artillerie-Regiment 118
- seit Aufstellung im Juni 1940 unterstellt
- Verband: I. (bis Januar 1941), II., II. (bis September 1941), III., IV. Abteilung
- Einheiten: 11. Batterien
- Ersatzgestellung:
  - Gebirgs-Artillerie-Ersatz-Abteilung 111 (bis Oktober 1942)
  - Artillerie-Ersatz-Abteilung II./112 (ab Oktober 1942)

#### Gebirgs-Pionier-Bataillon 91
- seit Aufstellung im Juni 1940 unterstellt
- Einheit: I.–III. Kompanie
- Ersatzgestellung: Gebirgs-Pionier-Ersatz-Bataillon 82

### Divisionseinheiten

#### Aufklärungs-Abteilung 112
- unterstellt seit Juni 1940
- Verband: I. (Reiter-, bis Oktober 1943), II. (Radfahr-), III. (schweres), IV. Schwadron
- Einheiten: 1 Kompanie
- Ersatzgestellung:
  - Kavallerie-Ersatz-Abteilung 11, später Radfahr-Ersatz-Abteilung 11
  - Aufklärungs-Ersatz-Abteilung 2 (ab 1943)[2]

#### Gebirgs-Panzerjäger-Abteilung 47
- seit Juni 1940
- Einheiten: I.–II. Kompanie
- Ersatzgestellung: Panzerjäger-Ersatz-Abteilung 48

#### Gebirgs-Nachrichten-Abteilung 91
- seit Aufstellung im Juni 1940 unterstellt
- Einheiten: I.–II. Kompanie
- Ersatzgestellung: Nachrichten-Ersatz-Abteilung 18

#### Gebirgs-Nachschubführer 91
- unterstellt seit Aufstellung Mai 1940
- Einheiten: mehrere Kolonnen, Staffeln und Kompanien
- Ersatzgestellung: Kraftfahr-Ersatz-Abteilung 18

#### Feldersatz-Bataillon 91
- seit Aufstellung im April 1941 unterstellt
- ab September 1943 als Feldersatz-Bataillon 118
- Einheiten: I.–V. Kompanie

## Bekannte Divisionsangehörige
- Franz Kutschera (1904–1944), war ein österreichischer Politiker und NSDAP-Mitglied, SS-Brigadeführer und Generalmajor der Polizei und de facto Gauleiter von Kärnten, sowie Kriegsverbrecher
- Franz Niedner (1905–1974), war Chirurg und Hochschullehrer
- Max-Josef Pemsel (1897–1985), war von 1957 bis 1961, als Generalleutnant des Heeres der Bundeswehr, Kommandierender General des II. Korps
- Franz Pöschl (1917–2011), war von 1972 bis 1978, als Generalleutnant des Heeres der Bundeswehr, Kommandierender General des III. Korps
- Karl Ruef (1916–2009), war Kommandeur des III. Bataillons/Gebirgsjäger-Regiment 143 in der Division, später Oberst des österreichischen Bundesheeres, Autor
- Hanns Martin Schleyer (1915–1977), war von 1973 bis 1977 deutscher Arbeitgeberpräsident und seit 1977 Vorsitzender des Bundesverbandes der Deutschen Industrie